# Aditya Raj Kapoor
Aditya Raj Kapoor (Bombay, 1 juli 1956) is een Indiaas acteur, filmregisseur en filmproducent die voornamelijk in de Hindi filmindustrie werkt.

## Biografie
Kapoor werd geboren als de zoon van acteurs Shammi Kapoor en Geeta Bali. Kapoor begon zijn carrière als regie assistent van zijn oom Raj Kapoor voor de film Bobby (1973), daarna werkte hij als regie assistent voor films als Satyam Shivam Sundaram (1978), Geraftaar (1985), Saajan (1991), Dil Tera Aashiq (1993), Papi Gudia (1996) en Aarzoo (1999). Tussentijds was hij ook producent van televisie series. Na een pauze maakte hij een terugkeer als scenarioschrijver en regisseur voor de 2007 films Don't Stop Dreaming en Sambar Salsa. 
Kapoor's eerste grote rol als acteur was in Chase (2010), ook was hij te zien in Diwangi Ne Had Kar Di (2010), Isi Life Mein (2010), Say Yes to Love (2012), Yamla Pagla Deewana 2 (2011), Warrior Savitri (2016) en de Kannada film Mareyadiru Endendu.